# 老国音
老國音，中國國語運動中，1913年“讀音統一會”議定的漢語標準音。該音系基於傳統的中州韻白話文，後被新國音即官話白話文取代。

## 历史
1913年，读音统一会經由投票确定了“国音”标准，这种标准音习惯上称之为“老国音”。1923年，当时的国语统一筹备会成立了“国音字典增修委员会”，决定采用北京语音标准，称之为“新国音”。

### 產生
在清末維新運動興起的同時，中國的語文界也興起了切音字運動和國語運動。通過語文學界有識之士二十多年的拼搏努力，製定民族共同語標準音的時機成熟。審定每個漢字的標準讀音，核定漢語的語素，採定拼音字母的全國“讀音統一會”，終於在1913年2月15日在北京召開。
會議選舉吳敬恆爲議長，王照爲副議長，會員80人，除了各省選派的代表，絕大多數是在切音字運動和國語運動中卓有成績的傑出語文學者。會議充分發揚民主，暢所欲言，各抒已見，經過充分的討論和辯論，然後採取民主集中的原則取得共識，做出決定。
會議的第一步是審定國音（法定標準音），依清李光地《音韻闡微》中的常用字作爲審音字類，每省爲一表決權，各省交注音單，由記音員逐一比較，以最多數爲會上審定的讀音。該參考韻書是韻白體系，在眾多讀書音、戲劇中有一定影響力，這樣就充分體現了民族共同語語音標準的全民代表性。經過一個多月，共審定了6,500多個字的標準讀音（包函聲韻調）。
第二步是核定音素，每個字的標準讀音確定了，核定音素就容易了。以清代的《字母切韻要法》爲依據把傳統的三十六字母的十個濁音字母去掉，再把知、照兩組字母合併，就得到二十四個聲母；從十二撮裏得出了十二個韻母；從正、副韻和合口正、副韻裏得出齊齒ㄧ、合口ㄨ、撮口ㄩ三個介音（開口無介音）。這樣就核定了漢語的三十九個音素。第三步就是採定注音字母。採定字母爭論很大，許多會員各有方案，歸納可分三派：偏旁派、符號派和羅馬字母派。各執已見，互不相讓。最後通過了魯迅及浙江會員許壽裳等人的提案，把會議用的記音符號（主要是章炳麟的《紐文韻文》）作爲正式字母。以後調整了排列次序，又增加了一個ㄜ韻母，成爲四十個字母。即ㄅㄆㄇㄈㄪ、ㄉㄊㄋㄌ 、ㄍㄎㄫㄏ、ㄐㄑㄬㄒ、ㄓㄔㄕㄖ、ㄗㄘㄙ、ㄚㄛㄜㄝ、ㄞㄟㄠㄡ、ㄢㄣㄤㄥ、ㄦㄧㄨㄩ。這套字母就是“老國音”字母。
1918年教育部正式公佈了“國音”字母（注音符号），1919年出版了《國音字典》。
1932年5月，中華民國教育部正式公布並出版以新國音為標準的《國音常用字彙》，取代了以老國音為標準的《國音字典》地位。

## 音系

### 聲母
在北京音系的基礎上，增加了微母[v]（ㄪ ）、疑母洪音[ŋ]（ㄫ）和細音[ɲ]（ㄬ），區分尖團音（如區分「箭」、「劍」），保留入聲（採用南京話的入聲形式）。
|        |        | 雙唇音   | 雙唇音  | 唇齒音  | 唇齒音  | 齒齦音   | 齒齦音  | 捲舌音     | 捲舌音  | 齦顎音   | 硬顎音   | 軟顎音   | 軟顎音   |
| 清音   | 濁音   | 清音     | 濁音    | 清音    | 濁音    | 清音     | 濁音    | 清音       | 濁音    | 清音     | 濁音     |          |          |
| ------ | ------ | -------- | ------- | ------- | ------- | -------- | ------- | ---------- | ------- | -------- | -------- | -------- | -------- |
| 鼻音   | 鼻音   |          | ㄇ [m]m |         |         |          | ㄋ [n]n |            |         |          | ㄬ [ɲ]gn |          | ㄫ [ŋ]ng |
| 塞音   | 不送氣 | ㄅ [p]b  |         |         |         | ㄉ [t]d  |         |            |         |          |          | ㄍ [k]g  |          |
| 塞音   | 送氣   | ㄆ [pʰ]p |         |         |         | ㄊ [tʰ]t |         |            |         |          |          | ㄎ [kʰ]k |          |
| 塞擦音 | 不送氣 |          |         |         |         | ㄗ [ʦ]z  |         | ㄓ [ʈʂ]zh  |         | ㄐ [ʨ]j  |          |          |          |
| 塞擦音 | 送氣   |          |         |         |         | ㄘ [ʦʰ]c |         | ㄔ [ʈʂʰ]ch |         | ㄑ [ʨʰ]q |          |          |          |
| 擦音   | 擦音   |          |         | ㄈ [f]f | ㄪ [v]v | ㄙ [s]s  |         | ㄕ [ʂ]sh   | ㄖ [ʐ]r | ㄒ [ɕ]x  |          | ㄏ [x]h  |          |
| 邊音   | 邊音   |          |         |         |         |          | ㄌ [l]l |            |         |          |          |          |          |

| 唇音 | 唇音 | 唇音 | 唇音 | 唇音 | 舌尖中音 | 舌尖中音 | 舌尖中音 | 舌尖中音 | 舌根音 | 舌根音 | 舌根音 | 舌根音 | 舌面音 | 舌面音 | 舌面音 | 舌面音 | 捲舌音 | 捲舌音 | 捲舌音 | 捲舌音 | 舌尖前音 | 舌尖前音 | 舌尖前音 |
| ---- | ---- | ---- | ---- | ---- | -------- | -------- | -------- | -------- | ------ | ------ | ------ | ------ | ------ | ------ | ------ | ------ | ------ | ------ | ------ | ------ | -------- | -------- | -------- |
| ㄅ   | ㄆ   | ㄇ   | ㄈ   | ㄪ   | ㄉ       | ㄊ       | ㄋ       | ㄌ       | ㄍ     | ㄎ     | ㄫ     | ㄏ     | ㄐ     | ㄑ     | ㄬ     | ㄒ     | ㄓ     | ㄔ     | ㄕ     | ㄖ     | ㄗ       | ㄘ       | ㄙ       |
| b    | p    | m    | f    | v    | d        | t        | n        | l        | g      | k      | ng     | h      | j      | q      | gn     | x      | zh     | ch     | sh     | r      | z        | c        | s        |

### 韻母
| ㄧ  | ㄨ  | ㄩ  | ㄚ  | ㄛ      | ㄜ  | ㄝ  | ㄞ   | ㄟ   | ㄠ   | ㄡ   | ㄢ   | ㄣ   | ㄤ   | ㄥ   | ㄦ        |
| --- | --- | --- | --- | ------- | --- | --- | ---- | ---- | ---- | ---- | ---- | ---- | ---- | ---- | --------- |
| [i] | [u] | [y] | [a] | [ǫ] [ɔ] | [ɤ] | [ɛ] | [aɪ] | [eɪ] | [ɑʊ] | [oʊ] | [an] | [ən] | [ɑŋ] | [əŋ] | [əɻ] [ɐɻ] |

| ㄧㄚ | ㄧㄛ      | ㄧㄝ | ㄧㄞ  |       | ㄧㄠ  | ㄧㄡ  | ㄧㄢ  | ㄧㄣ  | ㄧㄤ  | ㄧㄥ       |
| ---- | --------- | ---- | ----- | ----- | ----- | ----- | ----- | ----- | ----- | ---------- |
| [ia] | [iǫ] [iɔ] | [iɛ] | [iaɪ] |       | [iɑʊ] | [iǫʊ] | [iɛn] | [in]  | [iɑŋ] | [iŋ]       |
|      |           |      |       |       |       |       |       |       |       |            |
| ㄨㄚ | ㄨㄛ      |      | ㄨㄞ  | ㄨㄟ  |       |       | ㄨㄢ  | ㄨㄣ  | ㄨㄤ  | ㄨㄥ       |
| [ua] | [uǫ] [uɔ] |      | [uaɪ] | [ueɪ] |       |       | [uan] | [uən] | [uɑŋ] | [uɤŋ] [ʊŋ] |
|      |           |      |       |       |       |       |       |       |       |            |
|      | ㄩㄛ      | ㄩㄝ |       |       |       |       | ㄩㄢ  | ㄩㄣ  |       | ㄩㄥ       |
|      | [yǫ] [yɔ] | [yœ̜] |       |       |       |       | [yœ̜n] | [yn]  |       | [iʊŋ]      |

### 聲調
老國音有五個聲調，就是陰平、陽平、上、去、入五聲。五聲並無規定調值。老國音聲調與古代韻書聲調有對應，雖有個別字例外。兩者關係如下：
| 韻書聲母                                                                       | 聲調                                     |
| ------------------------------------------------------------------------------ | ---------------------------------------- |
| 見、溪、端、透、知、徹、幫、滂、非、敷、精、清、心、照、穿、審、影、曉母清音字 | 平聲字讀陰平，上去入聲不變。             |
| 疑、泥、娘、明、微、喻、匣、來、日母濁音字                                     | 平聲字讀陽平，上去入聲不變。             |
| 羣、定、澄、並、奉、從、邪、牀、禪母濁音字                                     | 平聲字讀陽平，上聲字讀去聲，去入聲不變。 |

1920 年王璞在上海製成了《中華國音留聲機片》，陰、陽、上、去聲均從北京音，入聲讀得比北京的去聲短一點。1921 年趙元任在美國製成了《國語留聲機片》，陰、陽、上、去聲也是均依北京音，只是入聲以南京音為標準。金陵馬漢裔編輯的《國音學生字典》以文字形容說：「陽平聲浪高而揚，上聲聲浪強而曲，去聲聲浪遠而墜，入聲聲浪急而促，陰平聲浪輕而平。」

### 注音
使用豎寫注音符號標注發音。五聲調中，陰平不標號，陽平、上、去、入聲，分別在注音的左下、左上、右上、右下方加一小點表示，稱之四聲點聲法。例如：
1922年，教育部公布《注音字母書法體式》決定取消四聲點聲法，改為在韻母右上端加標聲調符號：陰平“ˉ”（可不標）、陽平“ˊ”、上“ˇ”、去“ˋ”和入“˙”五種符號，例如：ㄏㄞˇ ㄋㄚ˙ ㄅㄜ˙ ㄔㄨㄢ ，除入聲外和現今的注音符號標記法相同。後採用新國音後，將˙符號由標記入聲改為標記輕聲，改為標註在字音的上頭（直書）或橫頭（直書），例如：˙ㄅㄚ（表示輕聲），ㄅㄚ˙（表示入聲）。
| - 1927年范祥善等编《国音新浅说》的序言，用注音符号写的老国音 - 对应的汉字 - 《国音新浅说》书末所附注音符号老国音的信件范例，使用了声调符号 |

## 推行
限于當時各方面的條件和認識，未能很好地推廣，后被新國音（純粹的北京音系，即現在的普通話和国语音系）取代。

## 現況
老國音僅存在於老電影台詞及部分留聲機片中，而傳統中國戲劇的舞台語言「韻白」雖與之發音相近，但多承襲自「中原音韻」。例如，粵劇至今仍有古腔「中州音」唸白，京劇則有上口字音等。

## 老國音與北京音對照表
1921年曾出版過《國音京音對照表》，以列舉老國音（國音）與北京音（京音）不同的讀音。
下表列出該書中部份讀音不同的漢字，注意北京音並不代表現行讀音，部分漢字的讀音在北京音與現行標準漢語中的讀音仍有不同。
原表並無漢語拼音，拼音為方便不熟悉注音人士而添加。其中「老國音」、「北京讀書音」以及「北京俗音」中的拼音為體現標準漢語中不存在的讀音與組合，與現行漢語拼音略有不同，其中在詞頭的ng表示「ㄫ」，gn表示注音「ㄬ」，ê表示「ㄝ」，在詞尾的h表示入聲。另外為區分歧義，ㄝ不會像現行方案中簡化為e而與ㄜ混淆；ㄩ只會以ü（或者在零聲母時作yu）形式出現，而不會像現行拼音在部分時候簡化為u而引發歧義。其他與現行漢語拼音相同。此对照僅供參考，若有歧義則以注音為準。而「今國語音」則採用現行拼音方案。
下表注音以˙指代入声。新国音注音将此符号改用于轻声。
| 例字 | 老國音                          | 北京讀書音                   | 北京俗音                     | 今国语音                                       |
| ---- | ------------------------------- | ---------------------------- | ---------------------------- | ---------------------------------------------- |
| 俄   | ㄫㄛˊ（ngó）                    | ㄜˊ（é）                     | ㄜˊ（é）                     | ㄜˊ（é）                                       |
| 偶   | ㄫㄡˇ（ngǒu）                   | ㄡˇ（ǒu）                    | ㄡˇ（ǒu）                    | ㄡˇ（ǒu）                                      |
| 全   | ㄘㄩㄢˊ（cüán）                 | ㄑㄩㄢˊ（qüán）              | ㄑㄩㄢˊ（qüán）              | ㄑㄩㄢˊ（qüán）                                |
| 六   | ㄌㄨ˙（luh）                    | ㄌㄧㄡˋ（liù）               | ㄌㄧㄡˋ（liù）               | ㄌㄧㄡˋ（liù） ㄌㄨˋ（lù）                     |
| 勺   | - ㄓㄛ˙（zhoh） - ㄕㄝ˙（shêh） | ㄕㄨㄛ˙（shuoh）             | ㄕㄠˊ（sháo）                | ㄕㄠˊ（sháo） ㄓㄨㄛˊ（zhuó） ㄕㄨㄛˋ（shuò）  |
| 卻   | ㄑㄧㄛ˙（qioh）                 | ㄑㄩㄛ˙（qüoh）              | ㄑㄩㄝ˙（qüêh）              | ㄑㄩㄝˋ（què）                                 |
| 嚼   | ㄗㄧㄛ˙（zioh）                 | ㄐㄩㄝ˙（jüêh）              | ㄐㄧㄠˊ（jiáo）              | ㄐㄩㄝˊ（jué） ㄐㄧㄠˊ（jiáo） ㄐㄧㄠˋ（jiào） |
| 姓   | ㄙㄧㄥˋ（sìng）                 | ㄒㄧㄥˋ（xìng）              | ㄒㄧㄥˋ（xìng）              | ㄒㄧㄥˋ（xìng）                                |
| 學   | ㄒㄧㄛ˙（xioh）                 | ㄒㄩㄝ˙（xüêh）              | ㄒㄧㄠˊ（xiáo）              | ㄒㄩㄝˊ（xué）                                 |
| 宅   | ㄓㄜ˙（zheh）                   | ㄓㄜ˙（zheh）                | ㄓㄞˊ（zhái）                | ㄓㄞˊ（zhái） ㄓㄜˋ（zhè）                     |
| 容   | ㄩㄥˊ（yúng）                   | ㄩㄥˊ（yúng）                | ㄖㄨㄥˊ（róng）              | ㄖㄨㄥˊ（róng）                                |
| 封   | ㄈㄨㄥ（fōng）                  | ㄈㄨㄥ（fōng）               | ㄈㄥ（fēng）                 | ㄈㄥ（fēng）                                   |
| 小   | ㄙㄧㄠˇ（siǎo）                 | ㄒㄧㄠˇ（xiǎo）              | ㄒㄧㄠˇ（xiǎo）              | ㄒㄧㄠˇ（xiǎo）                                |
| 屆   | ㄐㄧㄞˋ（jiài）                 | ㄐㄧㄞˋ（jiài）              | ㄐㄧㄝˋ（jiề）               | ㄐㄧㄝˋ（jiề）                                 |
| 岳   | ㄧㄛ˙（yoh）                    | ㄩㄝ˙（yuêh）                | ㄩㄝ˙（yuêh）                | ㄩㄝˋ（yuè）                                   |
| 岸   | ㄫㄢˋ（ngàn）                   | ㄢˋ（àn）                    | ㄢˋ（àn）                    | ㄢˋ（àn）                                      |
| 左   | ㄗㄛˇ（zǒ）                     | ㄗㄨㄛˇ（zuǒ）               | ㄗㄨㄛˇ（zuǒ）               | ㄗㄨㄛˇ（zuǒ）                                 |
| 幕   | ㄇㄛ˙（moh）                    | ㄇㄨ˙（muh）                 | ㄇㄨ˙（muh）                 | ㄇㄨˋ（mù） ㄇㄛˋ（mò）                        |
| 度   | - ㄉㄨˋ（dù） - ㄉㄛ˙（doh）    | - ㄉㄨˋ（dù） - ㄉㄛ˙（doh） | - ㄉㄨˋ（dù） - ㄉㄛ˙（doh） | ㄉㄨˋ（dù） ㄉㄨㄛˋ（duò）                     |
| 弄   | ㄌㄨㄥˋ（lòng）                 | ㄌㄨㄥˋ（lòng）              | ㄋㄥˋ（nèng）                | ㄋㄨㄥˋ（nòng） ㄌㄨㄥˋ（lòng）                |
| 昨   | ㄗㄛ˙（zoh）                    | ㄗㄨㄛ˙（zuoh）              | ㄗㄨㄛ˙（zuoh）              | ㄗㄨㄛˊ（zuó）                                 |
| 森   | ㄕㄣ（shēn）                    | ㄕㄣ（shēn）                 | ㄙㄣ（sēn）                  | ㄙㄣ（sēn）                                    |
| 榮   | ㄩㄥˊ（yúng）                   | ㄖㄨㄥˊ（róng）              | ㄖㄨㄥˊ（róng）              | ㄖㄨㄥˊ（róng）                                |
| 沃   | ㄨ˙（wuh）                      | ㄨㄛ˙（woh）                 | ㄨㄛ˙（woh）                 | ㄨㄛˋ（wò） ㄨˋ（wù）                          |
| 液   | - ㄧ˙（yih） - ㄕ˙（shih）      | - ㄧ˙（yih） - ㄕ˙（shih）   | ㄧㄝ˙（yêh）                 | ㄧㄝˋ（yè） ㄧˋ（yì）                          |
| 淚   | ㄌㄨㄟˋ（luì）                  | ㄌㄟˋ（lèi）                 | ㄌㄟˋ（lèi）                 | ㄌㄟˋ（lèi）                                   |
| 溪   | ㄑㄧ（qī）                      | ㄑㄧ（qī）                   | ㄒㄧ（xī）                   | ㄒㄧ（xī） ㄑㄧ（qī）                          |
| 瑞   | ㄕㄨㄟˋ（shuì）                 | ㄖㄨㄟˋ（ruì）               | ㄖㄨㄟˋ（ruì）               | ㄖㄨㄟˋ（ruì）                                 |
| 白   | ㄅㄜ˙（beh）                    | ㄅㄜ˙（beh）                 | ㄅㄞˊ（bái）                 | ㄅㄞˊ（bái） ㄅㄛˊ（bó）                       |
| 者   | ㄓㄝˇ（zhê̌）                    | ㄓㄛˇ（zhǒ）                 | ㄓㄛˇ（zhǒ）                 | ㄓㄜˇ（zhě）                                   |
| 舌   | ㄕㄝ˙（shêh）                   | ㄕㄛˊ（shó）                 | ㄕㄛˊ（shó）                 | ㄕㄜˊ（shé）                                   |
| 蔬   | ㄕㄨ（shū）                     | ㄕㄨ（shū）                  | ㄙㄨ（sū）                   | ㄕㄨ（shū） ㄙㄨ（sū）                         |
| 虐   | ㄬㄧㄛ˙（gnioh）                | ㄬㄩㄝ˙（gnüêh）             | ㄬㄩㄝ˙（gnüêh）             | ㄋㄩㄝˋ（nüè）                                 |
| 角   | ㄐㄧㄛ˙（jioh）                 | ㄐㄩㄝ˙（jüêh）              | ㄐㄧㄠˇ（jiǎo）              | ㄐㄧㄠˇ（jiǎo） ㄐㄩㄝˊ（jué）                 |
| 誡   | ㄐㄧㄞˋ（jiài）                 | ㄐㄧㄞˋ（jiài）              | ㄐㄧㄝˋ（jiề）               | ㄐㄧㄝˋ（jiề）                                 |
| 黑   | ㄏㄜ˙（heh）                    | ㄏㄜ˙（heh）                 | ㄏㄟ（hēi）                  | ㄏㄟ（hēi） ㄏㄜˋ（hè） ㄏㄟˇ（hěi）           |
| 仄   | ㄗㄜ˙（zeh）                    | ㄓㄧㄜ˙（zhieh）             | ㄓㄧㄜ˙（zhieh）             | ㄗㄜˋ（zè）                                    |
| 劣   | ㄌㄩㄝ˙（lüêh）                 | ㄌㄧㄝ˙（liêh）              | ㄌㄧㄝ˙（liêh）              | ㄌㄧㄝˋ（liè）                                 |
| 澀   | ㄕㄜ˙（sheh）                   | ㄕㄜ˙（sheh）                | ㄙㄜ˙（seh）                 | ㄙㄜˋ（sè）                                    |

在《國音京音對照表》裡北京俗音存在大量入聲。除了讀書音有可能保留入聲外，其他的研究多記載當時北京俗音早已失去入聲，包含王璞自身的著作《京音字彙》也未列出入聲，但王璞在此書北京音記載入聲的來源及緣由已難以考據，只能從其他依據去猜測。學者徐芳敏認為王璞似乎有意創造了入聲。
而黎錦熙在《國語運動史綱》頁 102 中所述：「王璞在上海發音之中華國音留聲機片，則陰陽上去都全依北京，入聲就把北京的去聲讀得短一點兒……」，有可能此處的北京俗音入聲只是短促版的北京俗音去聲。此處的北京俗音也有可能是少數北京士大夫階層使用的北京雅言音，跟絕大多數的一般北京大眾使用的北京土音不同。